# Solena delavayi
Solena delavayi är en gurkväxtart som först beskrevs av Célestin Alfred Cogniaux, och fick sitt nu gällande namn av Cheng Yih Wu. Solena delavayi ingår i släktet Solena och familjen gurkväxter. Inga underarter finns listade i Catalogue of Life.